# Gustave Francotte

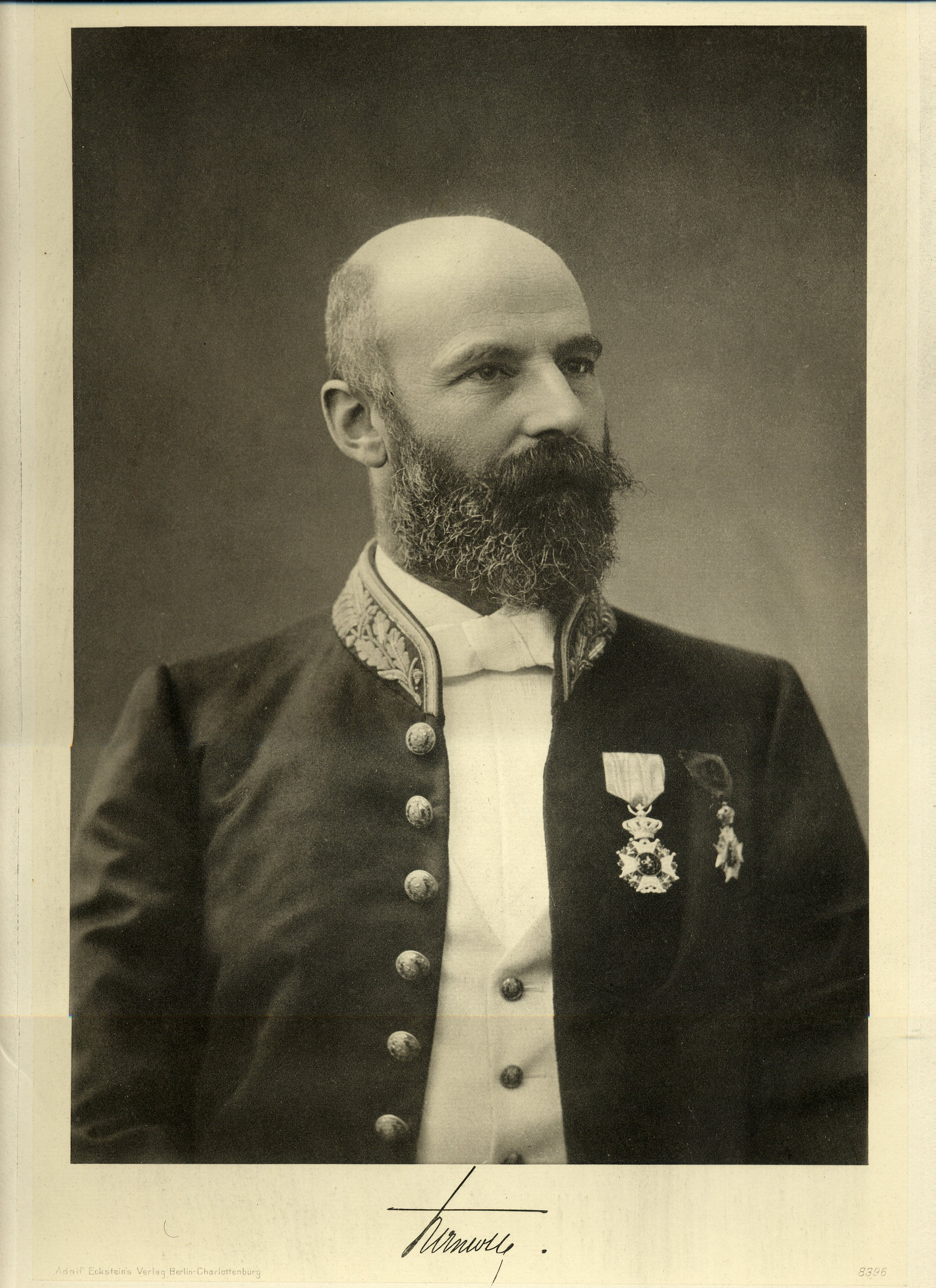
Gustave Francotte

Marie Clément Gustave Francotte (Luik, 23 november 1852 - Brussel, 22 april 1925) was een Belgisch advocaat, volksvertegenwoordiger en minister voor de Katholieke Partij.

## Biografie

### Familie
Gustave Francotte was een zoon van de industrieel Gustave-Henri-Victor Francotte en Marie-Hyacinthe-Emma Lion. Hij was de broer van de hoogleraar geneeskunde Xavier Francotte (1854-1931) en de politicus en historicus Henri Francotte (1856-1918).
Hij trouwde in 1876 in Luik met Catherine Leclercq (1855-1948), dochter van Louis Leclercq, advocaat bij het Hof van Cassatie en provincieraadslid van Brabant. Ze kregen een zoon en een dochter, met afstammelingen tot heden. Hij was een schoonbroer van Lucien Van de Vin, lid van de Koloniale Raad en directeur van de Nationale Bank van België; Georges Leclercq, advocaat en stafhouder van de balie bij het Hof van Cassatie; Victor Gendebien, raadsheer in het Hof van Cassatie, en Paul Leclercq, procureur-generaal bij het Hof van Cassatie.

### Loopbaan
Francotte promoveerde tot doctor in de rechten (1874) en tot doctor in de politieke en administratieve wetenschappen (1875), allebei aan de Université de Liège. Hij vestigde zich onmiddellijk als advocaat in Luik.
Twintig jaar later begon hij een politieke loopbaan als gemeenteraadslid van Luik (1895) en provincieraadslid van Luik (1898-1900). In 1900 werd hij verkozen tot katholiek volksvertegenwoordiger voor het arrondissement Luik en vervulde dit mandaat tot in 1912.
Het hoogtepunt van zijn politieke carrière kende Francotte van 1902 tot 1907 als minister van Nijverheid en Arbeid.
Van 1890 tot 1900 was hij voorzitter van de Bijzondere Raad voor Luik van het Sint-Vincentius a Paulogenootschap. Hij was ook medestichter van de Landsbond der Christelijke Mutualiteiten.
Hij was een verdediger van de middenstandsbelangen. Van 1919 tot 1922 was hij voorzitter van het Internationaal Instituut van de Middenstand.

## Publicatie
- Les prisons ouvrières. Loi du 10 mai 1900, Luik, 1900.